# Üllői Úti Fuck
Az Üllői úti Fuck magyar alternatív rock zenekar.

## Története
1988-ban alakultak, a következő felállással: Molnár Tamás (szaxofon), Szántó Gábor (ének), Varga Zoltán (basszusgitár) és Farkas Zoltán (dob). Később Szántó Gábor és Farkas Zoltán kivételével lecserélődött a felállás.
Az együttes neve Szántó Gábor énekes fejéből "pattant ki", aki egy elírást talált az Üllői úton levő Kosztolányi emléktáblán, majd újraértelmezte az ott található szót.
Az első nagylemezüket 1993-ban adták ki, amely egész egyszerűen az "I." címet viselte. Ebben az évben léptek fel először a Sziget Fesztiválon. A második albumukat 1996-ban jelentették meg. Ezek a lemezek saját kiadásúak. 1997-ben jelent meg harmadik lemezük, amelyet két évvel később, 1999-ben a Polygram Records pár számnyi változtatással újra megjelentetett. Ezután csak 2006-ban dobtak piacra újabb lemezt, majd újabb hosszú kihagyás után 2017-ben új albumot adtak ki. Fő zenei hatásuknak a The Police-t jelölték meg.
Szántó Gábor szerint az Üllői Úti Fuck stílusa "budapesti odamondogatós". Szerepeltek az MR2 Petőfi Rádió Akusztik című műsorában is.

## Tagok
- Szántó Faszi Gábor – ének, gitár
- Faragó Zsolt – basszusgitár
- Holup Márk – gitár, ének
- Farkas Zoltán – dob, ének

## Korábbi tagok
- Molnár Tamás – szaxofon, 1988–1990
- Eőry Tamás – szaxofon, 1990–1991
- Varga Zoltán – basszusgitár, 1988–1989 február
- Philipp László – basszusgitár, 1991–1996
- Zsoldos Tamás – basszusgitár
- Kalvach Sándor – basszusgitár, 1990
- Koller Balázs – basszusgitár
- Kiszely Márk – basszusgitár
- Bóta Pál – basszusgitár
- Kalmár Tibor – basszusgitár
- Himpli Attila – basszusgitár
- Karádi Gergely – gitár
- Szigeti Máté – gitár
- Vastag Gábor – gitár
- Szalai Péter – gitár
- Leskovics Gábor – gitár
- Gerdesits Ferenc – dob, 1990–2014
- Berta József – dob, 1989 nyara
- Balasi Ádám – dob

## Diszkográfia
- I. (1993)
- Fekszik (1996)
- A ló túlsó oldala (1997)
- Én meg a Farkasember (az 1997-es album átjavított változata, 1999)
- A gyengébbek kedvéért (2006)
- Kössszépeee! (2017)
- Fuck and Roll (2018)
- Fordított világ (2019)